# Tiro con l'arco ai Giochi della XXVIII Olimpiade

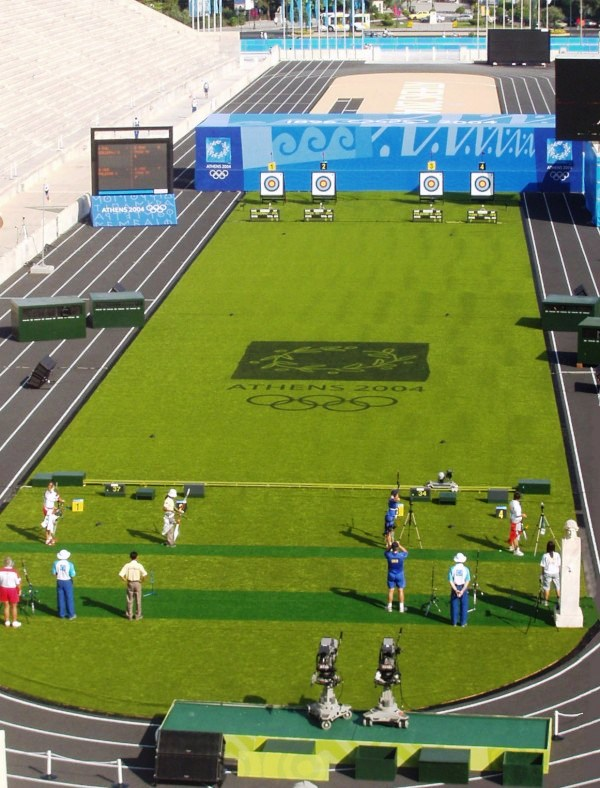
Gare di tiro con l'arco alle Olimpiadi di Atene

Le gare di tiro con l'arco alle olimpiadi estive del 2004 si sono svolte dal 18 al 21 agosto ad Atene.

## Podi

### Uomini
| Evento                          | Oro                                                   | Argento                                                    | Bronzo                                               |
| Individuale maschile (dettagli) | Marco Galiazzo                                        | Hiroshi Yamamoto                                           | Tim Cuddihy                                          |
| Squadre maschile (dettagli)     | Corea del Sud Im Dong-hyun Jang Yong-ho Park Kyung-mo | Taipei cinese Chen Szu-yuan Liu Ming-huang Wang Cheng-pang | Ucraina Dmytro Hračov Viktor Ruban Oleksandr Serdjuk |

### Donne
| Evento                           | Oro                                                  | Argento                              | Bronzo                                          |
| Individuale femminile (dettagli) | Park Sung-hyun                                       | Lee Sung-jin                         | Alison Williamson                               |
| Squadre femminile (dettagli)     | Corea del Sud Lee Sung-jin Park Sung-hyun Yun Mi-jin | Cina He Ying Lin Sang Zhang Juanjuan | Taipei cinese Chen Li-ju Wu Hui-ju Yuan Shu-chi |

## Medagliere
| Posizione | Paese         |   |   |   | Totale |
| --------- | ------------- | - | - | - | ------ |
| 1         | Corea del Sud | 3 | 1 | 0 | 4      |
| 2         | Italia        | 1 | 0 | 0 | 1      |
| 3         | Taipei cinese | 0 | 1 | 1 | 2      |
| 4         | Cina          | 0 | 1 | 0 | 1      |
| 4         | Giappone      | 0 | 1 | 0 | 1      |
| 6         | Australia     | 0 | 0 | 1 | 1      |
| 6         | Gran Bretagna | 0 | 0 | 1 | 1      |
| 6         | Ucraina       | 0 | 0 | 1 | 1      |
| Totale    | Totale        | 4 | 4 | 4 | 12     |